# André Antoine (homme de théâtre)
Pour les articles homonymes, voir André Antoine et Antoine.
Répertoire
Voir la section correspondante
Scènes principales
Théâtre-Libre, théâtre de l'Odéon, théâtre Antoine
André Antoine est un comédien, metteur en scène, directeur de théâtre, réalisateur et critique dramatique français, né le 31 janvier 1858 à Limoges et mort le 19 octobre 1943 au Pouliguen.
Considéré comme l'inventeur de la mise en scène moderne en France, il a donné son nom au théâtre Antoine à Paris.

## Biographie
Né à Limoges en 1858, André Antoine est élève à l'école communale des Frères et au lycée Condorcet, puis employé à la Compagnie du gaz.
Intéressé par le théâtre, candidat malheureux à l'entrée du conservatoire de musique et de déclamation en 1878, il devient comédien dans une troupe amateur, puis fonde dans l'ancienne Comédie parisienne, le Théâtre-Libre, avec le premier spectacle en 1887, un mouvement théâtral novateur visant à ouvrir la scène à de jeunes auteurs, à un style de mise en scène et de jeu d'acteurs en rupture avec le théâtre de boulevard. Les représentations sont sur abonnement, pour échapper à la censure, d'où ce nom de Théâtre-Libre,. Le courant théâtral s'ouvre aux écrivains du courant naturaliste français, mais aussi aux auteurs dramatiques scandinaves. Sur son modèle, des théâtres libres se créent à Londres, à Munich et à Berlin. Proche d'Émile Zola, il prône un théâtre populaire et social, appliquant les principes du naturalisme à l'art dramatique et à la mise en scène. Il fait découvrir en France des auteurs tels que August Strindberg, Léon Tolstoï et Henrik Ibsen. Il monte également des pièces ou des adaptations de romans de Zola, Daudet, Balzac, puis Jules Renard (Poil de Carotte) et Henry Bernstein (Le Marché).

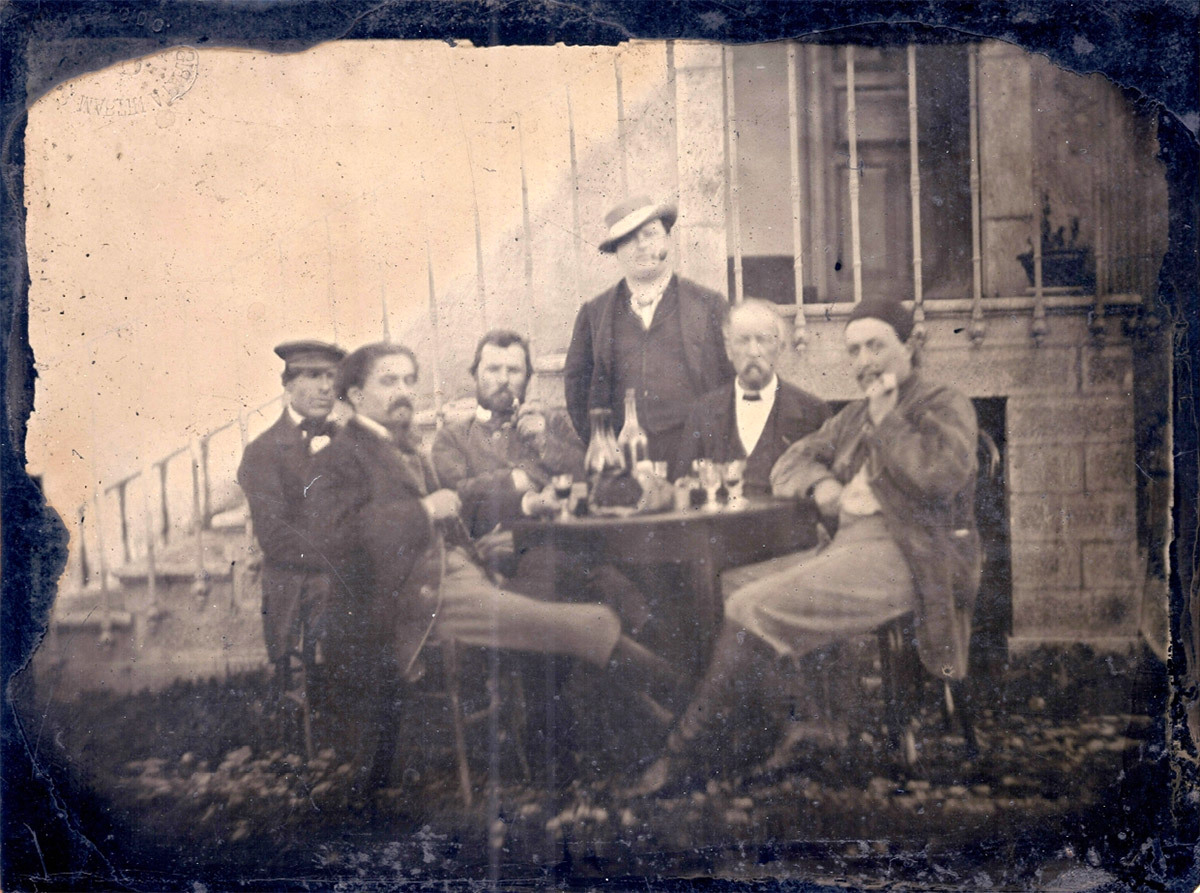
André Antoine, debout, avec de gauche à droite : Arnold Koning, Émile Bernard, Vincent van Gogh (?), Félix Jobbé-Duval et Paul Gauguin (1887), photographie anonyme.

Il repose au cimetière de Camaret-sur-Mer (Finistère).

### Au théâtre

Affiche de 1903 pour les tournées du théâtre Antoine.

Dans ses mises en scène, les comédiens doivent vivre leurs personnages. Il insiste sur l'importance de la gestuelle, libère le jeu d'acteur des conventions et du cabotinage et prône une diction moins déclamatoire pour plus de naturel. Il veut donner au spectateur l’impression d’assister à une « tranche de vie » en s'appuyant sur des costumes et des décors modernes et réalistes jusque dans les moindres détails. Il joue avec l'éclairage, installant l'électricité pour des jeux de lumière inédits, adoptant l'obscurité wagnérienne pour la salle. La présence de vrais morceaux de viande pour Les Bouchers en 1888 fait d'ailleurs scandale. Reprenant la théorie du quatrième mur instaurée par Diderot, il donne une grande importance au rôle du metteur en scène, qui passe du statut de technicien à celui de créateur. André Antoine organise également des tournées en Europe.
En 1887, lors de son installation dans la salle des Menus-Plaisirs, sous le nom de Théâtre Antoine, le style théâtral prend l'allure d'une provocation esthétique calculée, soutenue par le snobisme du Tout-Paris, ce qui le pousse à refuser Maurice Maeterlinck, parce qu'il mise essentiellement sur le réalisme scénique. Les œuvres de François de Curel ou d'Eugène Brieux laisseront moins de trace que celle des Tisserands de Gerhart Hauptmann, de la Puissance des ténèbres de Tolstoï ou des grands drames de Shakespeare.
En février 1900, il met en scène et joue dans Poil de Carotte de Jules Renard. Dans son Journal, Jules Renard, en tant qu'auteur, décrit leur travail en commun: "Répétition. Antoine est là et fait travailler, d'abord en scène, puis au foyer, avec une intelligence qui me rend modeste au point que je n'ose pas le contredire une fois. - Vous êtes indispensable, lui dis-je. - Je viendrai, dit-il, mais, quelquefois, ça m'embête. Il faut que je fasse deux métiers. Il joue, et c'est admirable de justesse, le rôle de Poil de Carotte sans dire une seule de mes phrases, mais il dit à « ses » femmes : - Ne touchez pas au texte. Si l'auteur a écrit ça, c'est qu'il a ses raisons. Il me dit, comme pour s'excuser : - Ne faites pas attention. Je leur indique là des choses de cabot. Quand c'est fini, je le remercie avec une joie enfantine. Guitry, c'est toute la diction, Antoine, toute l'action, je veux dire : le feu, la vie, le sens tout nu des phrases.". Dans ce texte, Jules Renard raconte ces différentes collaborations avec Antoine entre décembre 1893 et octobre 1909. En date du 14 février 1900, Jules Renard note: "Antoine comprend la réalité, pas la poésie, qui, elle aussi, est vraie."
En 1896, il est nommé codirecteur du théâtre de l'Odéon. En 1906, Antoine prend seul la direction de ce théâtre de l'Odéon (il l'avait dirigé seulement deux semaines en 1896) et monte alors dans un souci de reconstitution historique, des textes classiques de Corneille (dont il reconstitue la première représentation du Cid aux chandelles), Racine, Molière ou Shakespeare. En sept ans, il monte 364 pièces, soit une moyenne d'une par semaine, lançant dans ses « soirées d'essai » de jeunes auteurs comme Georges Duhamel ou Jules Romains. Il est à l'époque le directeur de scène du futur réalisateur Léonce Perret.

### Au cinéma

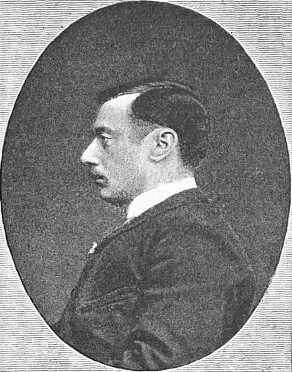
André Antoine jeune et de profil par Carjat et Cie.

Lourdement endetté, il quitte le théâtre de l'Odéon en 1914 et se tourne vers le cinéma. Il réalise, entre 1915 et 1922, plusieurs films sous l'égide de la Société cinématographique des auteurs et gens de lettres de Pierre Decourcelle, adaptant des œuvres dramatiques ou littéraires, comme La Terre, tourné entre 1918 et 1919, L'Arlésienne  sorti en 1922, Les Travailleurs de la mer, en 1917, Les Frères corses et Quatre-vingt-treize (1920, coréalisé notamment avec Albert Capellani).
Là encore, il adopte les principes du naturalisme, privilégiant par exemple des lieux de tournage correspondant à l'intrigue du roman qui sert de synopsis, et en donnant de l'importance à ce décor naturel, comme « éléments d’un réel déterminant les comportements de ses protagonistes », et en recourant à des acteurs non professionnels qui ne sont pas « ligotés dans les anciennes formules de théâtre ». Pour Jean Tulard, son approche littéraire et sa réputation participent à « donner au cinéma ses lettres de noblesse ». Influençant Mercanton, Hervil et Capellani, il est « un peu le père du néoréalisme ».
Le renouveau de la mise en scène qu'il a initié et qui domine alors la scène française se poursuit sans lui, Jacques Copeau et le Cartel des Quatre (Charles Dullin, Louis Jouvet, Gaston Baty et Georges Pitoëff), se plaçant dans un courant modernisateur également, mais « antinaturaliste ».
Il conclut sa carrière comme critique de théâtre et de cinéma à partir de 1919 et pendant vingt ans, hebdomadairement dans L'Information, plus sporadiquement dans Le Journal, Comœdia et Le Monde illustré, et publie ses souvenirs : le Théâtre 1932-1933.

## Hommages

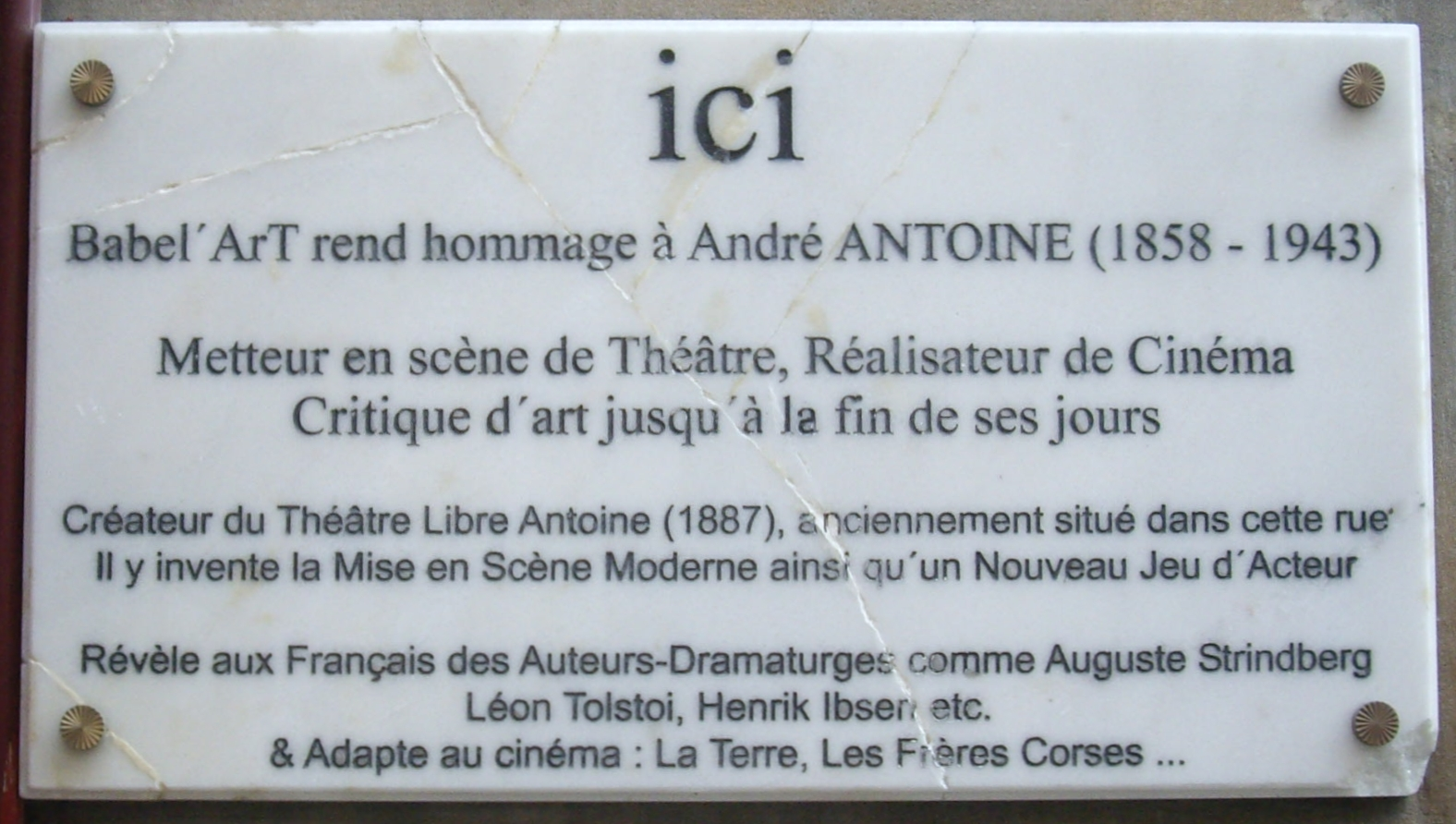
Plaque commémorative sur la façade du no 10 rue André-Antoine à Paris.

- La rue André-Antoine, où se trouvait le Théâtre-Libre, dans le 18e arrondissement de Paris porte son nom. Une plaque commémorative apposée sur la façade du no 10 lui rend hommage.
- Une plaque fut apposée sur la maison où il vécut de 1912 à 1934 au no 28 du tronçon de rue dite l'ancienne place Dauphine et aujourd'hui rue Henri-Robert.
- La rue André-Antoine à Camaret-sur-Mer.

## Publications
- Mes souvenirs sur le Théâtre-Libre, Arthème Fayard et Cie, 1921 lire en ligne sur Gallica
- Mes souvenirs sur le Théâtre Antoine et sur l'Odéon, Les Œuvres représentatives, 1928 lire sur Google Livres

## Théâtre

### Comédien
- 1900 : La Clairière de Lucien Descaves et Maurice Donnay, Théâtre Antoine, 6 avril.
- 1900 : Le commissaire est bon enfant de Georges Courteline et Jules Lévy, Théâtre Antoine, 9 février.
- 1903 : À Sainte-Hélène de Séverine, Théâtre Antoine, 11 avril.
- 1907 : Terre d'épouvante d'André de Lorde et Eugène Morel, mise en scène Firmin Gémier, Théâtre Antoine, 17 octobre.
- 1909 : La Clairière de Lucien Descaves et Maurice Donnay, mise en scène Firmin Gémier, Théâtre Antoine, 12 mars.
- 1916 : L'Amazone de Henry Bataille, Théâtre de la Porte-Saint-Martin, 10 novembre.

### Metteur en scène
- 1888 : Les Bouchers de Fernand Icres, Théâtre des Menus-Plaisirs, 19 octobre.
- 1890 : Deux Tourtereaux de Paul Ginisty et Jules Guérin, Théâtre-Libre, 25 février.
- 1892 : L'Envers d'une sainte de François de Curel, Théâtre des Menus-Plaisirs, 2 février.
- 1893 : Mademoiselle Julie d'August Strindberg, Théâtre des Menus-Plaisirs, 16 janvier.
- 1893 : Les Tisserands de Gerhart Hauptmann, Théâtre des Menus-Plaisirs, 29 mai.
- 1894 : L'Assomption de Hannele Mattern de Gerhart Hauptmann, Théâtre des Menus-Plaisirs, 1er février.
- 1894 : Le Missionnaire de Marcel Luguet, Théâtre des Menus-Plaisirs, 25 avril.
- 1895 : Elën d'Auguste Villiers de l'Isle-Adam, Théâtre des Menus-Plaisirs, 14 février.
- 1895 : Le Cuivre de Paul Adam et André Picard, Théâtre des Menus-Plaisirs, 16 décembre.
- 1896 : Mademoiselle Fifi d'Oscar Méténier d'après Guy de Maupassant, Théâtre des Menus-Plaisirs, 10 février.
- 1896 : L'Âme invisible de Claude Berton, Théâtre des Menus-Plaisirs, 10 février.
- 1896 : Inceste d'âmes de Jean Laurenty et Fernand Hauser, Théâtre des Menus-Plaisirs, 16 mars.
- 1896 : La Fille d'Artaban d'Alfred Mortier, Théâtre des Menus-Plaisirs, 27 avril.
- 1896 : Don Carlos de Friedrich von Schiller, Théâtre de l'Odéon.
- 1899 : Le gendarme est sans pitié de Georges Courteline, Théâtre Antoine, 27 janvier.
- 1899 : Les Gaietés de l'escadron de Georges Courteline et Édouard Norès, Théâtre Antoine, 4 mai.
- 1900 : La Gitane de Jean Richepin, Théâtre Antoine, 22 janvier.
- 1900 : Petite Femme de Berthe Reynold, Théâtre Antoine, 26 janvier.
- 1900 : Le Marché d'Henry Bernstein, Théâtre Antoine, 12 juin.
- 1901 : L'Honneur de Hermann Sudermann, Théâtre Antoine, 4 octobre.
- 1901 : Les Balances de Georges Courteline, Théâtre Antoine, 26 novembre.
- 1901 : Au Téléphone d'André de Lorde, Théâtre Antoine, 27 Novembre.
- 1901 : Le Capitaine Blomet d'Émile Bergerat, Théâtre Antoine, 3 décembre.
- 1902 : Boule de suif d'Oscar Méténier d'après Guy de Maupassant, Théâtre Antoine, 6 mai.
- 1902 : L'Aventure de Max Maurey, Théâtre Antoine, 24 octobre.
- 1903 : La Guerre au village de Gabriel Trarieux, Théâtre Antoine, 7 novembre.
- 1903 : La Paix chez soi de Georges Courteline, Théâtre Antoine, 25 novembre.
- 1904 : Discipline de Friedrich Franz von Conring, Théâtre Antoine, 13 octobre.
- 1905 : Le Meilleur Parti de Maurice Maindron, Théâtre Antoine, 31 mars.
- 1906 : Hop o'my thumb de Richard Pryce et Frederick Fenn, Théâtre Antoine, 3 avril.
- 1906 : Babouche de Louis Marsolleau et Jacques Loria, Théâtre Antoine, 3 avril.
- 1906 : Vieille Renommée d'Alfred Athis, Théâtre Antoine, 3 avril.
- 1906 : Le Vray Mistère de la Passion d'Arnoul et Simon Gréban, Théâtre de l'Odéon, 25 octobre.
- 1906 : Jules César de William Shakespeare, Théâtre de l'Odéon, 4 décembre.
- 1906 : Dom Juan de Molière, Théâtre de l'Odéon, 13 décembre.
- 1907 : La Maison des juges de Gaston Leroux et Depuis six mois de Max Maurey, 26 janvier.
- 1907 : La Puissance des ténèbres de Léon Tolstoï, Théâtre de l'Odéon, 27 janvier.
- 1907 : Chatterton de Alfred de Vigny et Les Remplaçantes d'Eugène Brieux, Théâtre de l'Odéon, 2 février.
- 1907 : La Faute de l'abbé Mouret d'Alfred Bruneau d'après Émile Zola, Théâtre de l'Odéon, 26 février.
- 1907 : Le Canard sauvage d'Henrik Ibsen, Théâtre de l'Odéon, 27 septembre.
- 1907 : Le Cid de Corneille, Théâtre de l'Odéon, 9 décembre.
- 1908 : Ramuntcho de Pierre Loti, Théâtre de l'Odéon, 29 février.
- 1908 : Petite Hollande de Sacha Guitry, La Comédie des familles de Paul Géraldy, Le Chauffeur de Max Maurey, Théâtre de l'Odéon, 25 mars.
- 1908 : Le Cœur et la dot de Félicien Mallefille, Théâtre de l'Odéon, 24 septembre.
- 1908 : Les Revenants de Henrik Ibsen, Théâtre de l'Odéon, 16 avril.
- 1909 : La Mort de Pan d'Alexandre Arnoux, Théâtre de l'Odéon, 7 janvier.
- 1909 : Andromaque de Racine, Théâtre de l'Odéon, 11 février.
- 1909 : Beethoven de René Fauchois, Théâtre de l'Odéon, 9 mars.
- 1909 : Les Emigrants de Charles-Henry Hirsch, Théâtre de l'Odéon, 21 octobre.
- 1909 : La Bigote de Jules Renard, Théâtre de l'Odéon, 21 octobre.
- 1909 : Les Femmes savantes de Molière, Théâtre de l'Odéon.
- 1910 : Coriolan de William Shakespeare, Théâtre de l'Odéon, 21 avril.
- 1910 : Cœur maternel de Oscar Franck, Théâtre de l'Odéon, 29 avril.
- 1910 : Monsieur de Pourceaugnac de Molière, Théâtre de l'Odéon, 15 octobre.
- 1910 : Roméo et Juliette de William Shakespeare, Théâtre de l'Odéon, décembre.
- 1911 : L'Armée dans la ville de Jules Romains, Théâtre de l'Odéon, 4 mars.
- 1911 : La Lumière de Georges Duhamel, Théâtre de l'Odéon, 8 avril.
- 1911 : David Copperfield de Max Maurey d'après Charles Dickens, Théâtre de l'Odéon, 8 novembre.
- 1912 : Esther, princesse d'Israël de André Dumas et Sébastien-Charles Leconte, Théâtre de l'Odéon, 8 février.
- 1912 : Troïlus et Cressida de William Shakespeare, Théâtre de l'Odéon, 21 mars.
- 1912 : Le Malade imaginaire de Molière, Théâtre Antoine, 3 octobre.
- 1912 : Le Double Madrigal de Jean Auzanet, Théâtre de l'Odéon, 30 novembre.
- 1912 : Faust de Goethe, Théâtre de l'Odéon, 21 décembre.
- 1913 : Esther de Racine, Théâtre de l'Odéon, 1er mai.
- 1914 : Psyché de Molière et Corneille, Théâtre de l'Odéon, 1er avril.
- 1922 : Judith de Henry Bernstein, Théâtre du Gymnase.

### Comédien et metteur en scène
- 1887 : La Nuit bergamasque d'Émile Bergerat, Théâtre des Menus-Plaisirs, 30 mai.
- 1887 : Le Baiser de Théodore de Banville, Théâtre des Menus-Plaisirs, 23 décembre.
- 1888 : La Puissance des ténèbres de Léon Tolstoï, Théâtre des Menus-Plaisirs, 10 février.
- 1888 : Rolande de Louis de Gramont, Théâtre des Menus-Plaisirs, 5 novembre.
- 1888 : La Mort du Duc d'Enghien de Léon Hennique, Théâtre des Menus-Plaisirs, 10 décembre.
- 1889 : La Reine Fiammette de Catulle Mendès, Théâtre des Menus-Plaisirs, 15 janvier.
- 1889 : Les Résignés de Henry Céard, Théâtre des Menus-Plaisirs, 31 janvier.
- 1889 : La Patrie en danger de Edmond de Goncourt, Théâtre des Menus-Plaisirs, 19 mars.
- 1889 : Le Père Lebonnard de Jean Aicard, Théâtre des Menus-Plaisirs, 21 octobre.
- 1890 : Le Pain d'autrui d'Ivan Tourgueniev, Théâtre des Menus-Plaisirs, 10 janvier.
- 1890 : Les Frères Zemganno de Paul Alexis et Oscar Méténier d'après Edmond de Goncourt, Théâtre des Menus-Plaisirs, 25 février.
- 1890 : Deux Tourtereaux de Paul Ginisty et Jules Guérin, Théâtre des Menus-Plaisirs, 25 février.
- 1890 : Ménages d'artistes d'Eugène Brieux, Théâtre des Menus-Plaisirs, 21 mars.
- 1890 : La Tante Léontine de Maurice Boniface et Édouard Bodin, Théâtre des Menus-Plaisirs, 2 mai.
- 1890 : Les Revenants de Henrik Ibsen, Théâtre des Menus-Plaisirs, 30 mai.
- 1890 : Myrane d'Émile Bergerat, Théâtre des Menus-Plaisirs, 13 juin.
- 1890 : L'Honneur de Henry Fèvre, Théâtre des Menus-Plaisirs, 29 octobre.
- 1890 : Monsieur Bute de Maurice Biollay, Théâtre des Menus-Plaisirs, 26 novembre.
- 1890 : La Fille Élisa de Jean Ajalbert d'après Edmond de Goncourt, Théâtre des Menus-Plaisirs, 26 décembre.
- 1891 : La Meule de Georges Lecomte, Théâtre des Menus-Plaisirs, 26 février.
- 1891 : Le Canard sauvage d'Henrik Ibsen, Théâtre des Menus-Plaisirs, 27 avril.
- 1891 : Nell Horn de J.-H. Rosny, Théâtre des Menus-Plaisirs, 25 mai.
- 1891 : Lidoire de Georges Courteline, Théâtre des Menus-Plaisirs, 6 juin.
- 1891 : La Rançon de Gaston Salandri, Théâtre des Menus-Plaisirs, 30 novembre.
- 1891 : La Dupe de Georges Ancey, Théâtre des Menus-Plaisirs, 21 décembre.
- 1892 : Blanchette d'Eugène Brieux, Théâtre des Menus-Plaisirs, 2 février.
- 1892 : L'Étoile rouge de Henry Fèvre, Théâtre des Menus-Plaisirs, 7 mars.
- 1892 : Le Grappin de Gaston Salandri, Théâtre des Menus-Plaisirs, 3 novembre.
- 1892 : Les Fossiles de François de Curel, Théâtre des Menus-Plaisirs, 29 novembre.
- 1893 : À bas le progrès d'Edmond de Goncourt, Théâtre des Menus-Plaisirs, 16 janvier.
- 1893 : Le Devoir de Louis Bruyerre, Théâtre des Menus-Plaisirs, 15 février.
- 1893 : Mirages de Georges Lecomte, Théâtre des Menus-Plaisirs, 6 mars.
- 1893 : Valet de cœur, Théâtre des Menus-Plaisirs, 27 avril.
- 1893 : Boubouroche de Georges Courteline, Théâtre des Menus-Plaisirs, 27 avril.
- 1893 : Ahasvère de Herman Heijermans, Théâtre des Menus-Plaisirs, 12 juin.
- 1893 : Une faillite de Bjornstjerne Bjornson, Théâtre des Menus-Plaisirs, 8 novembre.
- 1893 : L'Inquiétude de Claude Couturier et Jules Laurent Perrin, Théâtre des Menus-Plaisirs, 26 décembre.
- 1894 : Une journée parlementaire de Maurice Barrès, Théâtre des Menus-Plaisirs, 23 février.
- 1895 : L'Argent d'Émile Fabre, Théâtre des Menus-Plaisirs, 6 mai.
- 1897 : Boubouroche de Georges Courteline, Théâtre Antoine, 30 septembre.
- 1897 : Blanchette d'Eugène Brieux, Théâtre Antoine, 30 septembre.
- 1897 : Le Repas du lion de François de Curel, Théâtre Antoine, 26 novembre.
- 1898 : La Cage de Lucien Descaves, Théâtre Antoine, 28 janvier.
- 1898 : Joseph d'Arimathée de Gabriel Trarieux, Théâtre Antoine, 8 avril.
- 1898 : Judith Renaudin de Pierre Loti, Théâtre Antoine, 2 novembre.
- 1898 : Résultats des courses d'Eugène Brieux, Théâtre Antoine, 9 décembre.
- 1899 : L'Avenir de Georges Ancey, Théâtre Antoine, 26 janvier.
- 1899 : La Nouvelle idole de François de Curel, Théâtre Antoine, 11 mars.
- 1899 : La Parisienne de Henry Becque, Théâtre Antoine, 19 avril.
- 1899 : Le Père naturel de Paul Charton et Ernest Depré, Théâtre Antoine, 10 novembre.
- 1900 : Monsieur Lepic dans Poil de carotte de Jules Renard, Théâtre Antoine.
- 1900 : La Mort du Duc d'Enghien de Léon Hennique, Théâtre Antoine, 30 novembre.
- 1900 : L'Article 330 de Georges Courteline, Théâtre Antoine, 12 décembre.
- 1900 : La Fille Élisa de Jean Ajalbert d'après Edmond de Goncourt, Théâtre Antoine, 6 juin.
- 1901 : La Petite Paroisse d'Alphonse Daudet et Léon Hennique, Théâtre Antoine, 21 janvier.
- 1901 : Les Remplaçantes d'Eugène Brieux, Théâtre Antoine, 15 février.
- 1901 : Joseph d'Arimathée de Gabriel Trarieux, Théâtre Antoine, 9 avril.
- 1901 : Le Voiturier Henschel de Gerhart Hauptmann, Théâtre Antoine, 24 mai.
- 1901 : Au téléphone d'André de Lorde et Charles Foleÿ, Théâtre Antoine, 28 novembre.
- 1901 : Le Bâillon de Camille Le Senne et Adolphe Mayer, Théâtre Antoine.
- 1902 : La Terre de Raoul de Saint-Arroman et Charles Hugot d'après Émile Zola, Théâtre Antoine, 21 janvier.
- 1902 : La Fille sauvage de François de Curel, Théâtre Antoine, 17 février.
- 1902 : L'Enquête de Georges Henri Roger, Théâtre Antoine, 24 octobre.
- 1902 : La Bonne Espérance d'après Herman Heijermans, Théâtre Antoine, 8 décembre.
- 1903 : Le Colonel Chabert de Louis Forest d'après Honoré de Balzac, Théâtre Antoine, 13 février.
- 1903 : L'Indiscret d'Edmond Sée, Théâtre Antoine, 5 mars.
- 1903 : Attaque nocturne d'André de Lorde et Alfred Masson-Forestier, Théâtre Antoine, 6 mai.
- 1903 : Monsieur Vernet de Jules Renard, Théâtre Antoine, 6 mai.
- 1903 : Maternité d'Eugène Brieux, Théâtre Antoine, 9 décembre.
- 1904 : Papa Mulot de Robert Charvay, Théâtre Antoine, 12 février.
- 1904 : Les Oiseaux de passage de Lucien Descaves et Maurice Donnay, Théâtre Antoine, 4 mars.
- 1904 : La Parisienne de Henry Becque, Théâtre Antoine, 29 mai.
- 1904 : La Main de singe de Louis Napoleon Parker, W.W. Jacobs, adaptation Robert Nunès, Théâtre Antoine, 13 octobre.
- 1904 : Le Roi Lear de William Shakespeare, Théâtre Antoine, 5 décembre.
- 1905 : L'Amourette de Pierre Veber, Théâtre Antoine, 3 février.
- 1905 : Les Avariés d'Eugène Brieux, Théâtre Antoine, 22 février.
- 1905 : Monsieur Lambert, marchand de tableaux de Max Maurey, Théâtre Antoine, 12 mai.
- 1905 : Vers l'amour de Léon Gandillot, Théâtre Antoine, 10 octobre.
- 1906 : Le Coup d'aile de François de Curel, Théâtre Antoine, 10 janvier.
- 1906 : Vieil Heidelberg de Wilhelm Meyer-Förster, Théâtre Antoine, 20 janvier.
- 1907 : Tartuffe de Molière, Théâtre de l'Odéon, 31 octobre.

### Réalisateur de cinéma
- 1915 : Les Frères corses.
- 1917 : Le Coupable.
- 1917 : Les Travailleurs de la mer avec Romuald Joubé, Armand Tallier, Marc Gérard.
- 1920 : L'Hirondelle et la Mésange.
- 1920 : Quatre-vingt-treize (coréalisé avec Albert Capellani et Léonard Antoine).
- 1920 : Mademoiselle de La Seiglière.
- 1921 : La Terre.
- 1922 : L'Arlésienne avec Gabriel de Gavrone, Lucienne Bréval, Marthe Fabris.

## Citation
« Antoine ! Le plus grand homme de théâtre que nous ayons connu. Il a bouleversé l'art de la mise en scène. Il n'a pas rompu avec les traditions, mais il a balayé toutes les conventions absurdes qui fleurissaient vers 1890. Et il a tracé une voie nouvelle à travers les ruelles et les faubourgs pour rejoindre précisément la grande tradition du XVIIe siècle. »

— Sacha Guitry, Ceux de chez nous, 1915.

## Distinctions
André Antoine fut chevalier puis commandeur de la Légion d'honneur (en 1927), officier de l'Instruction publique et récipiendaire de la médaille coloniale.